# گاندزاک، ارمنستان
گاندزاک (به ارمنی: Գանձակ) یک شهر در ارمنستان است که در استان گغارکونیک واقع شده‌است. گاندزاک در ۳ کیلومتری جنوب غرب گاوار، مرکز استان گغارکونیک واقع شده‌است.

## خصوصیات
گاندزاک ۴٬۱۷۲ نفر جمعیت دارد و ۱٬۹۷۸ (۱۹۸۰) متر بالاتر از سطح دریا واقع شده‌است.
| سال   | ۱۸۳۱ | ۱۸۹۷ | ۱۹۲۶ | ۱۹۳۹ | ۱۹۵۹ | ۱۹۷۰ | ۱۹۷۹ | ۲۰۰۱ | ۲۰۰۴ |
| جمعیت | ۴۸۹  | ۱۵۱۵ | ۱۸۸۳ | ۲۲۰۶ | ۲۳۰۶ | ۲۸۷۸ | ۳۳۹۲ | ۴۲۳۷ | ۴۵۹۵ |

## نگارخانه

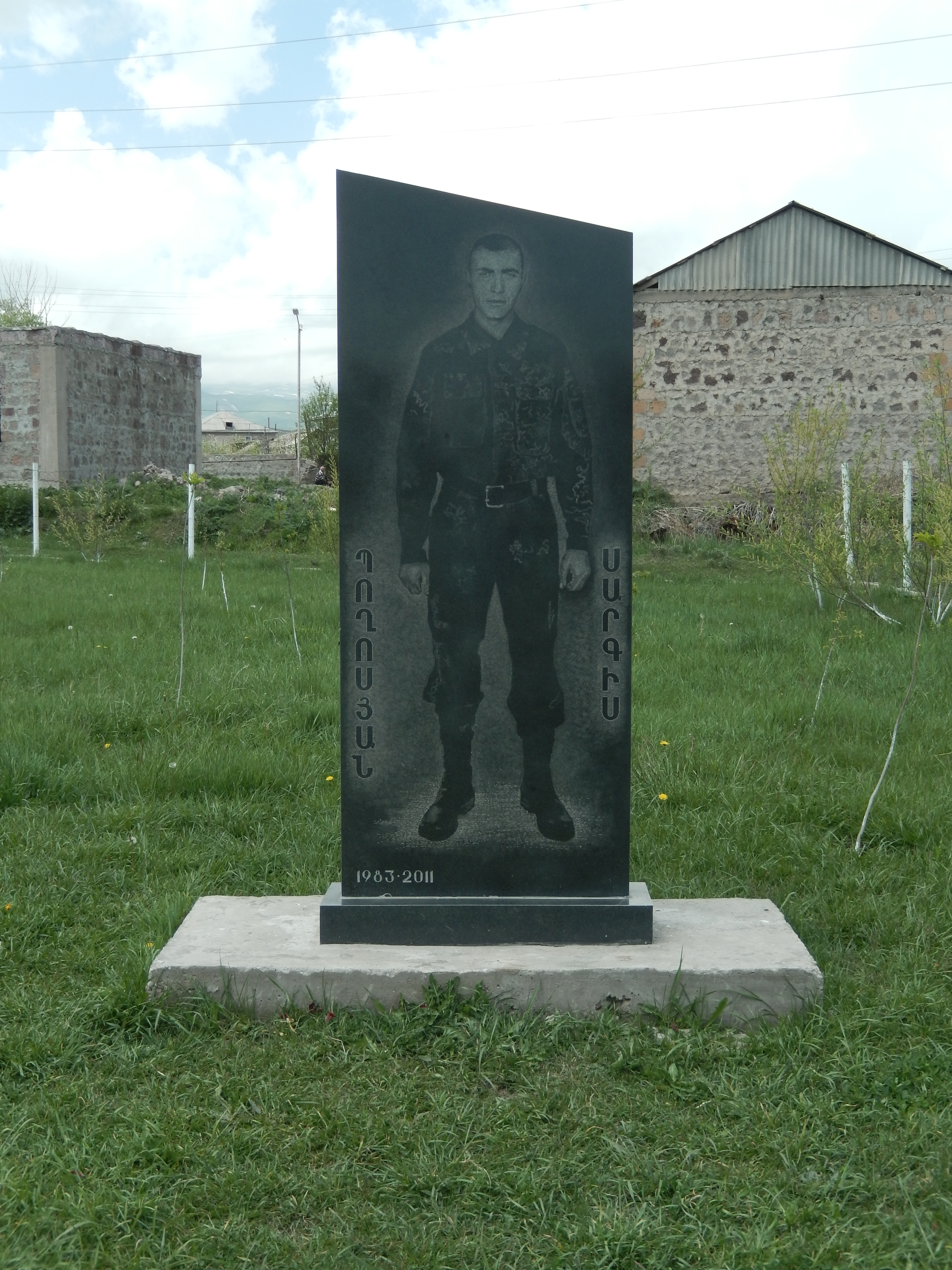
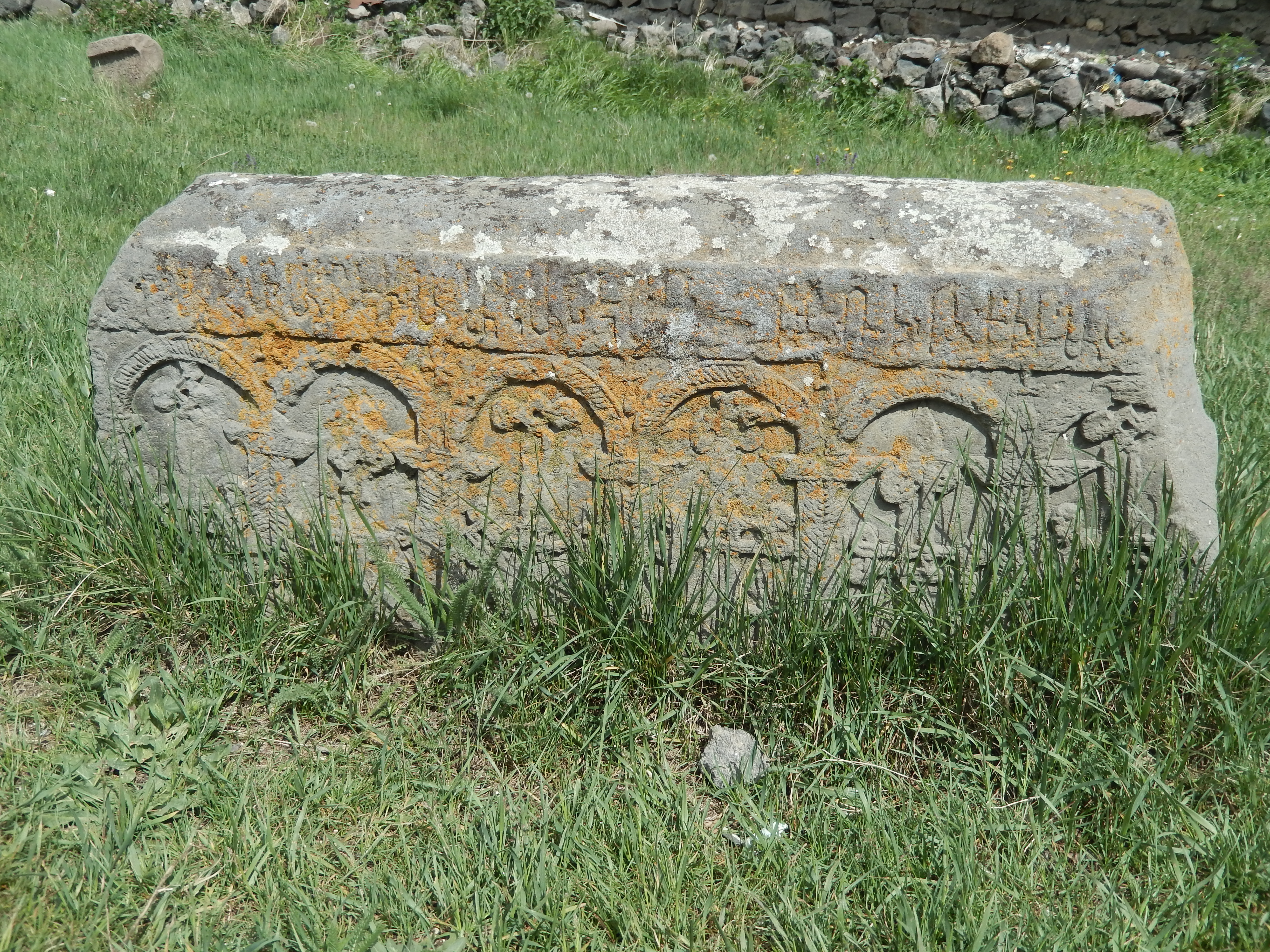
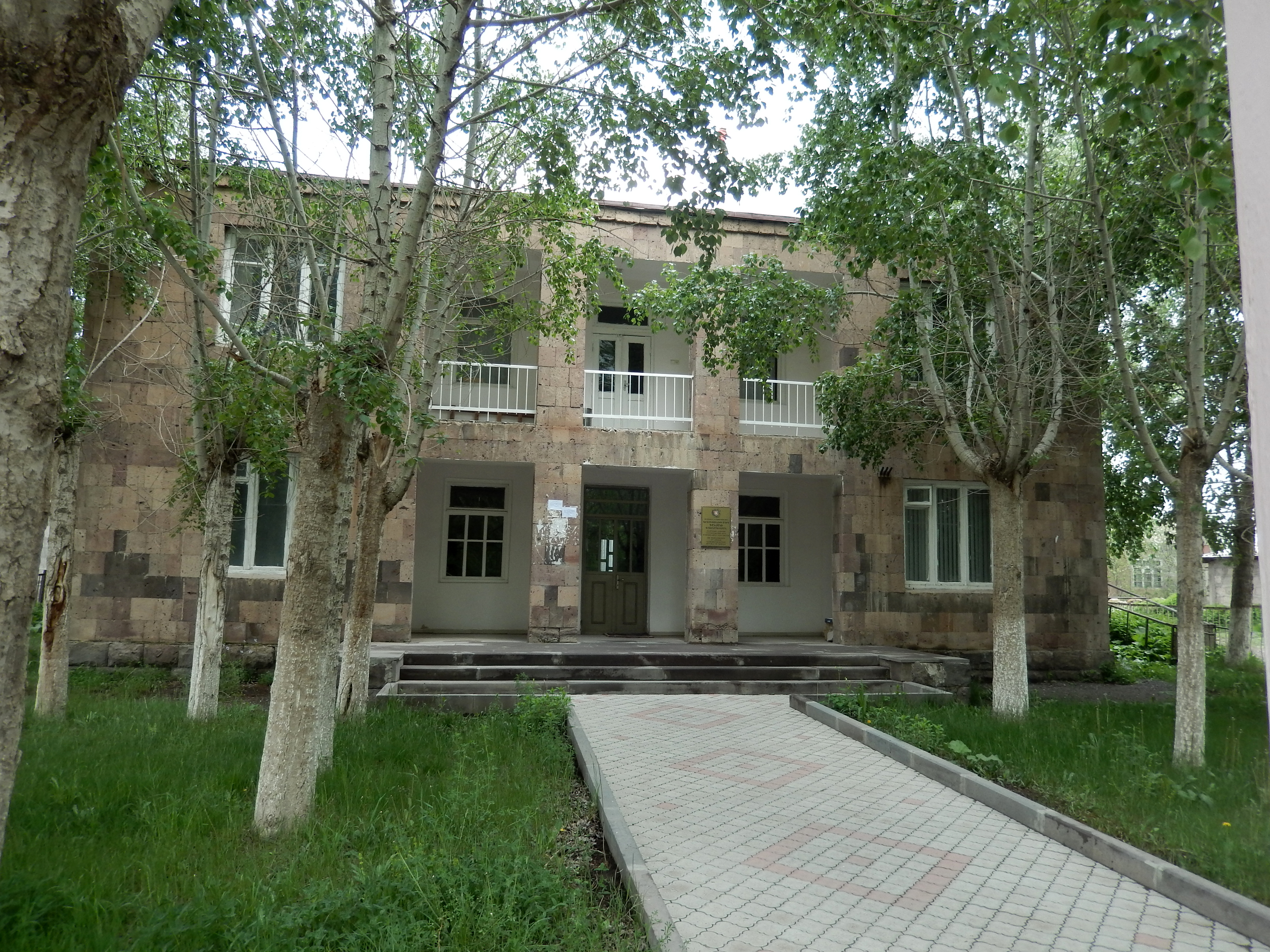
Գյուղապետարան
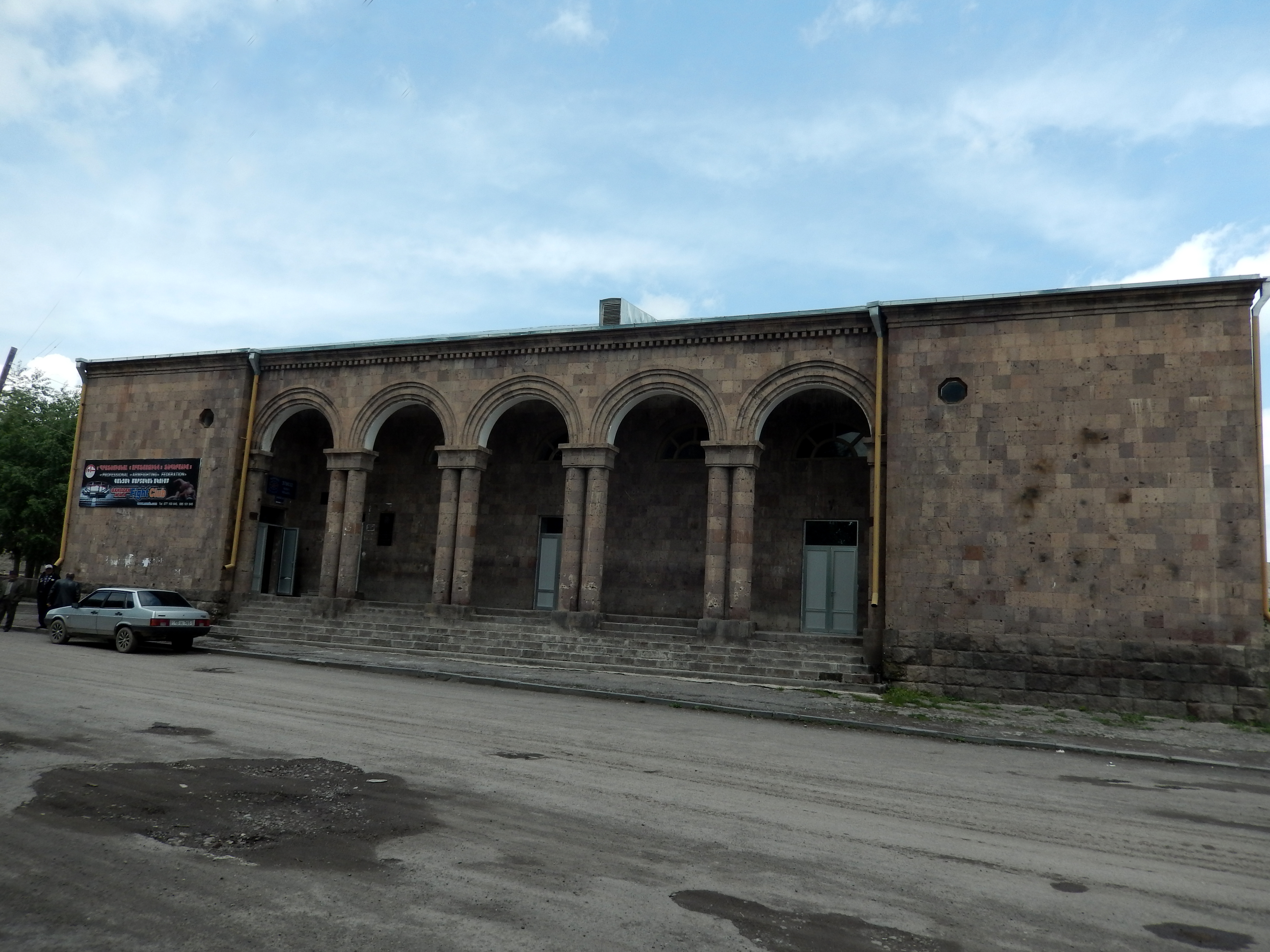
Հովհաննես Հարությունյանի անվան մշակույթի տուն
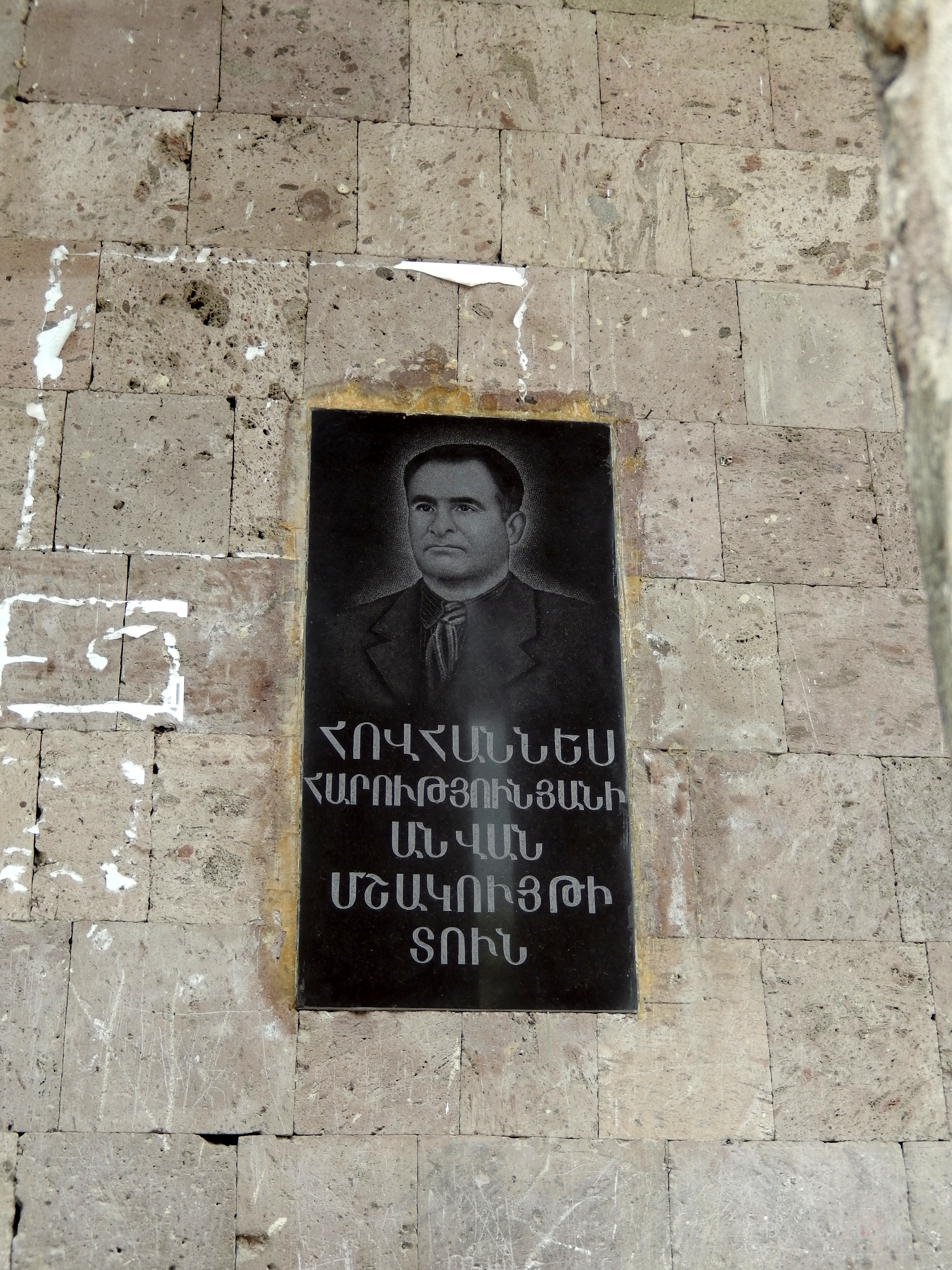
Հովհաննես Հարությունյանի անվան մշակույթի տուն
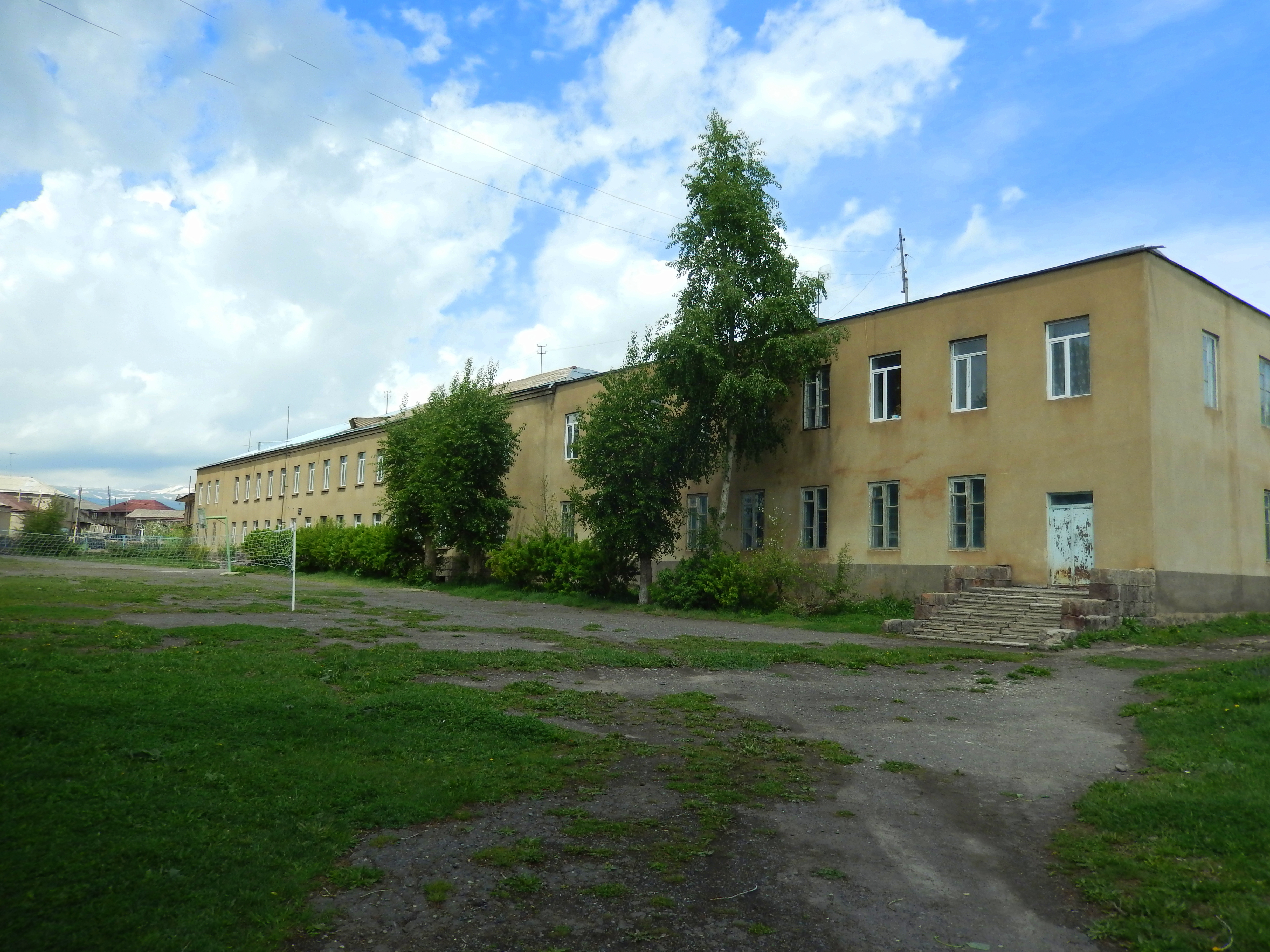
Գանձակի միջնակարգ դպրոց
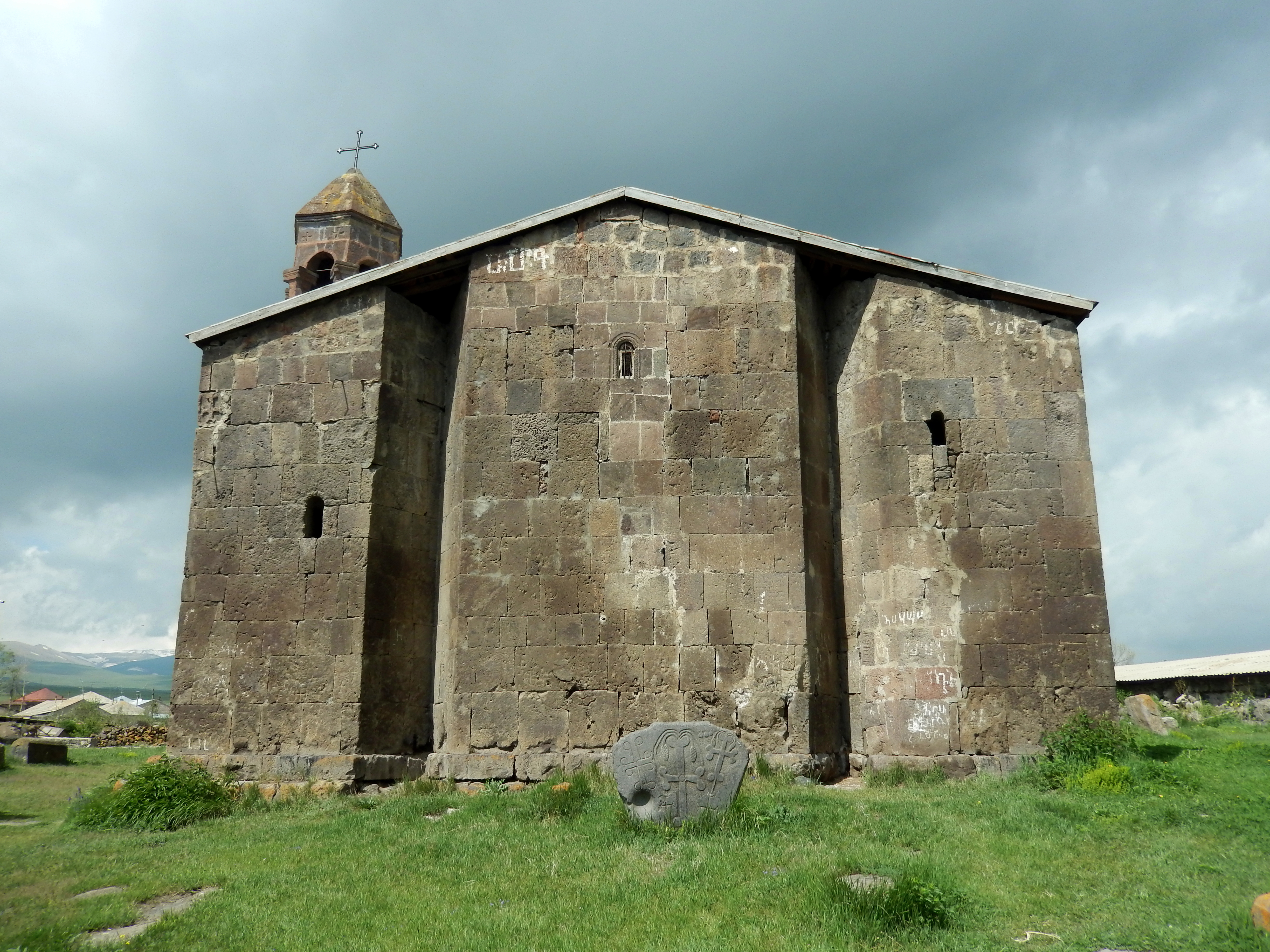
کلیسای گئورگ مقدس
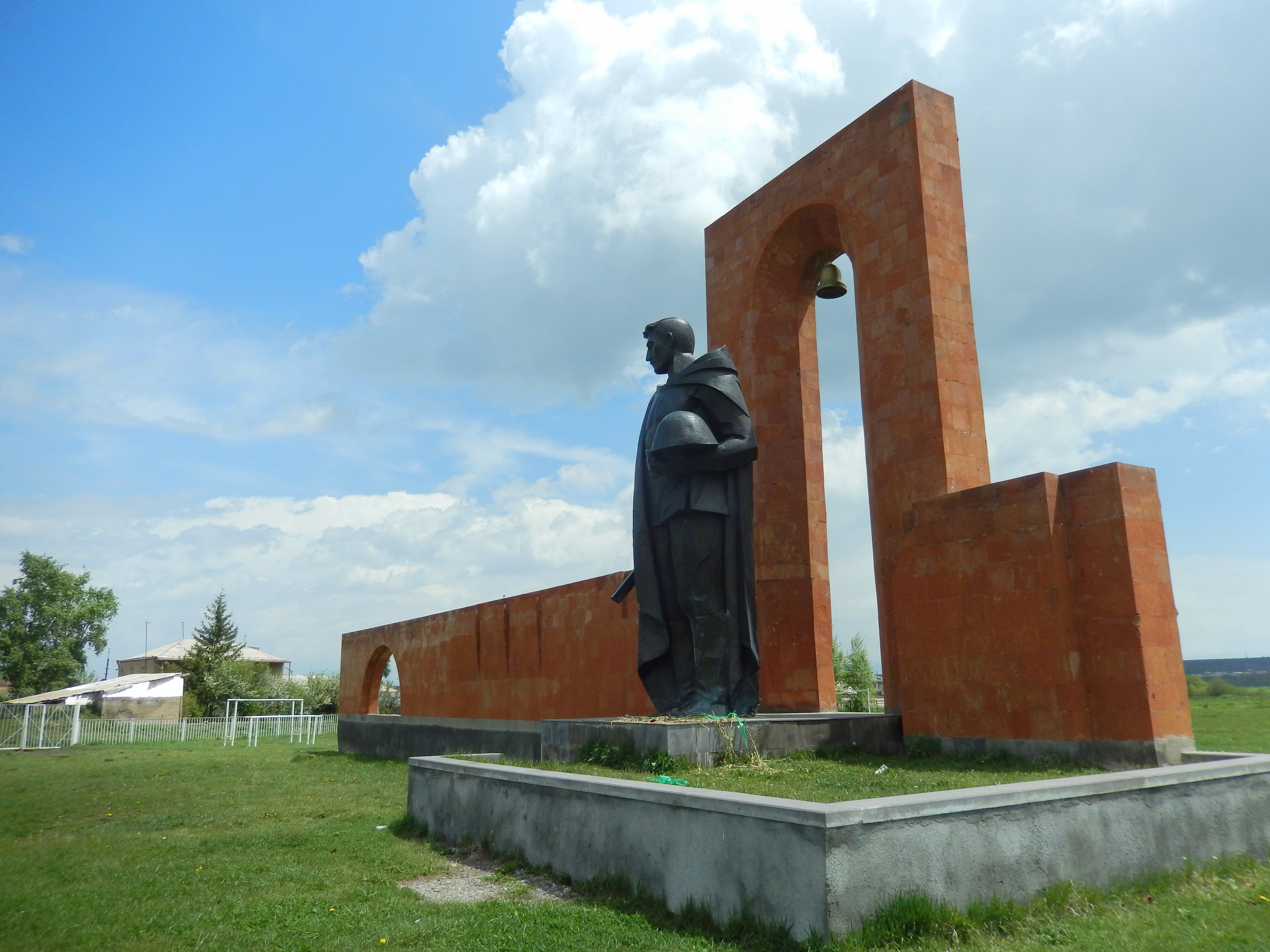
مجسمه یادبود در گاندزاک
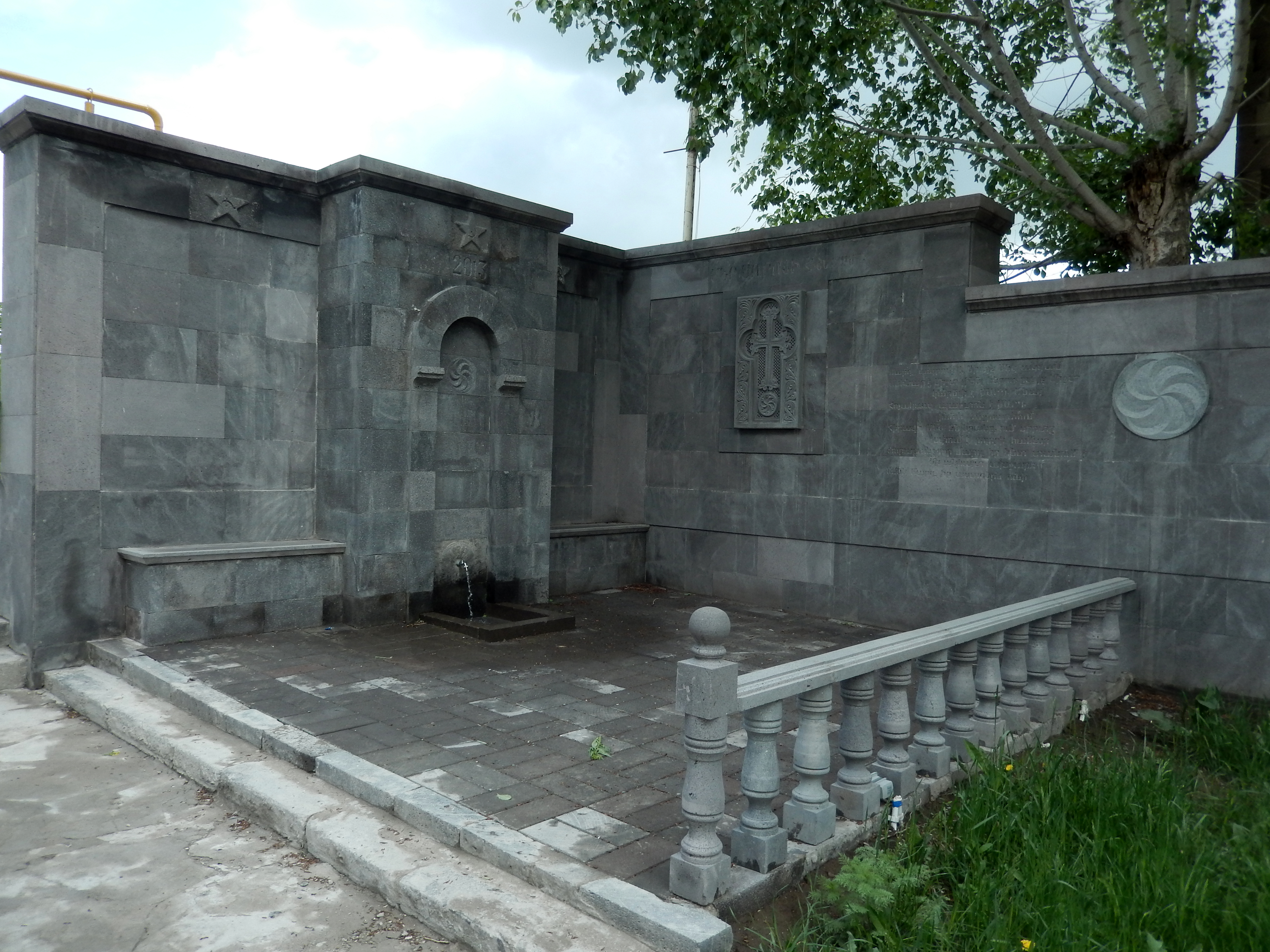
مجسمه یادبود در گاندزاک
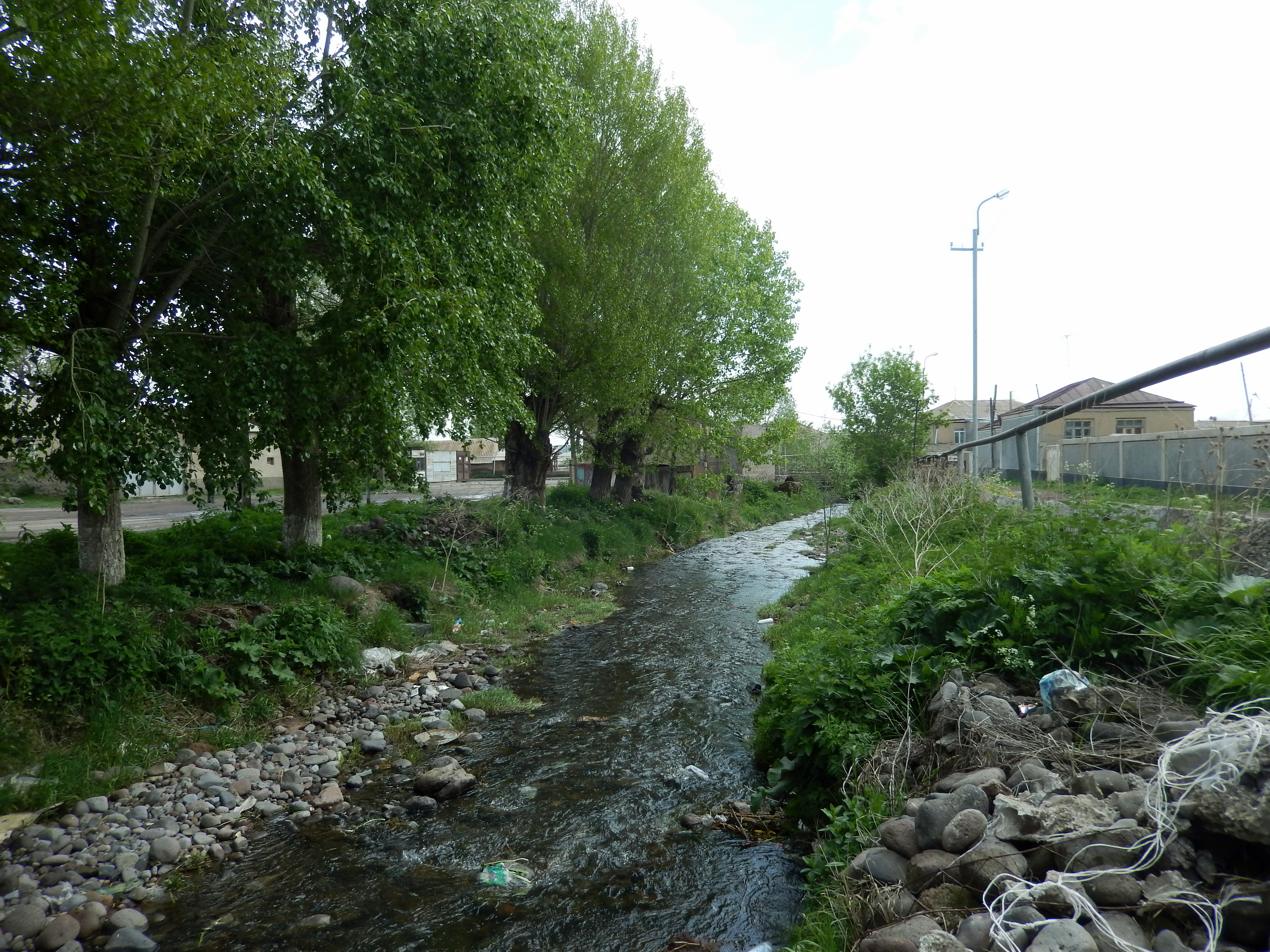